# 钟花属
同钟花属（学名：Homocodon）是桔梗科下的一个属。该属仅有同钟花（Homocodon brevipes）一种，特产自中国西南部。